# Oswaldkirche (Weilimdorf)

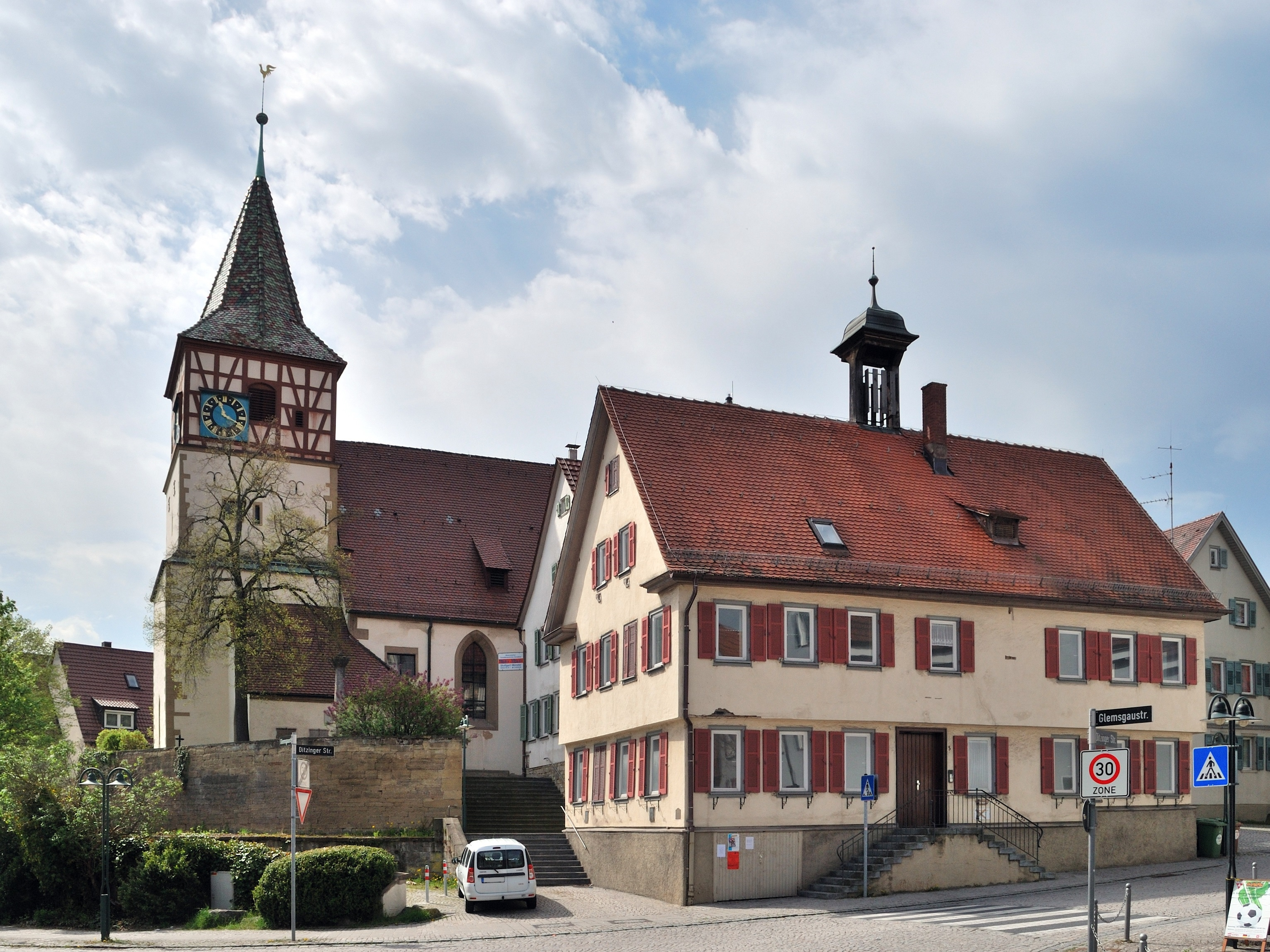
Evangelische Oswaldkirche und das Alte Rathaus am Tage …

Die Oswaldkirche ist eine evangelische Pfarrkirche in Stuttgart-Weilimdorf.

## Geschichte

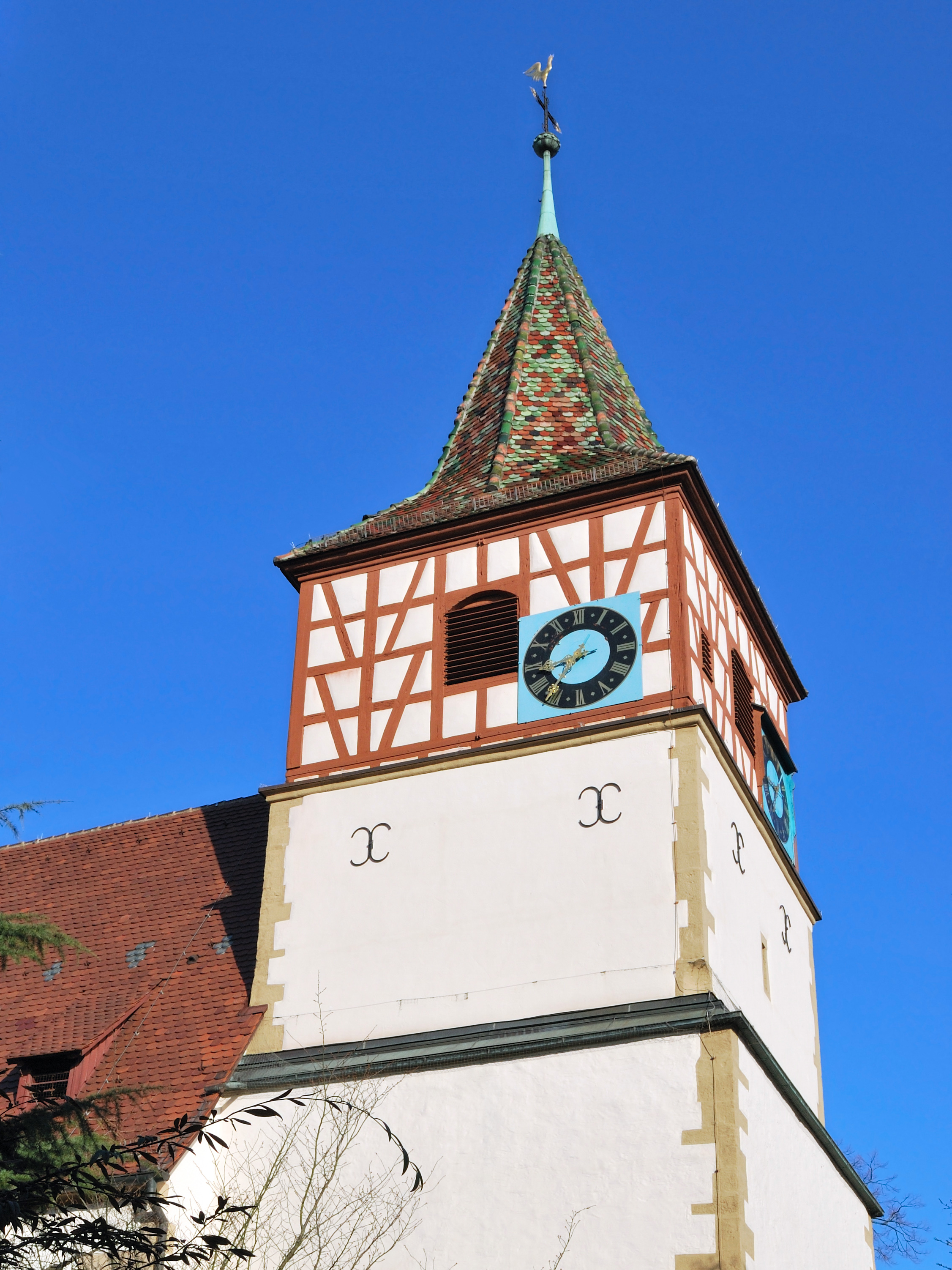
Turm

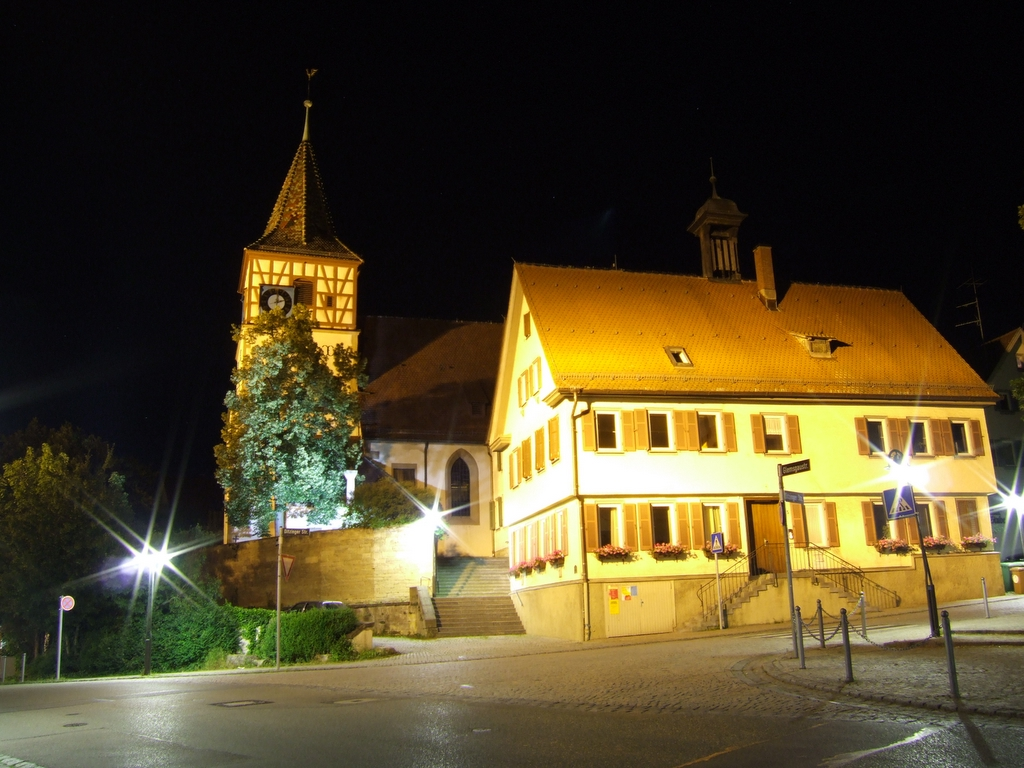
… und in der Nacht

Wahrscheinlich existierte am heutigen Standort bereits eine Kirche in einfacher Holzbauweise aus dem 8./9. Jahrhundert. 1243 wurde die Kirche in Weil im Glemsgau samt ihren Einkünften durch Bischof Heinrich von Tanne dem Chorherrenstift Sindelfingen inkorporiert und damit erstmals urkundlich erwähnt. Kirchenpatron ist der Heilige Oswald, an den bis heute eine Darstellung im Schlussstein des Chores erinnert. Der heutige denkmalgeschützte Kirchenbau entstand um das Jahr 1472. Die Jahreszahl ist in lateinischen Ziffern über dem Nordeingang der Kirche angebracht; damals wurde das Kirchenschiff an den Chorturm angebaut, der in den Jahren zwischen 1131 und 1181 errichtet wurde.
Als Pfarrer ist 1512 Meister Balthasar von Heumaden belegt. 1526 und 1530 Johann Eschenbach.
1531 wurde in Weilimdorf erstmals ein evangelischer Gottesdienst gehalten. Wegen seiner "protestantischen" Haltung wurde Pfarrer Ringlin jedoch zwei Jahre später von der Universität Tübingen seines Amtes enthoben. Als Nachfolger präsentierte die Universität den Pfarrer Erasmus Dillmann aus Schorndorf. 1549 und 1551 wurde die vakante Pfarre durch  Balthasar Reichenberger aus Lauffen versehen. 1553 bis 1575 amtierte Samuel Isenmann, der 1553 das erste Taufbuch anlegte. 1579 bis 1610 war Martin Bühler Pfarrer.
1595 wurde der Kirchturm durch einen Blitzschlag teilweise zerstört, jedoch binnen fünf Monaten wieder aufgebaut. Die letzte umfassende Renovierung und Restaurierung fand 1980 statt.

## Ausstattung
Die Ausstattung umfasst unter anderem die „Beweinung Christi“ (um 1510), ein spätgotisches Sandsteinrelief aus dem Umfeld des Heilbronner Bildhauers Hans Seyfer. Ebenfalls spätgotisch ist das Kruzifix eines unbekannten Meisters, das wohl nach dem Umbau (1472), aber noch vor dem Ende des 15. Jahrhunderts entstand. An der Empore befinden sich 27 Gemälde von 1678, die Geschichten vom Anfang des Alten Testaments bis zum Ende des Neuen Testaments zeigen. Der Maler Johann Sebastian König und sein Geselle Wolfgang Buchenau haben diesen Zyklus geschaffen.
Im Chor der Kirche befindet sich das Grabmal des 1774 verstorbenen herzoglichen Rats Carl Friedrich Schikkart, der den nahegelegenen Bergheimer Hof besaß. Das farbige Chorfenster mit Szenen aus dem Leben Jesu wurde 1935 durch den Kunstmaler Wolf-Dieter Kohler gestaltet.

### Orgel

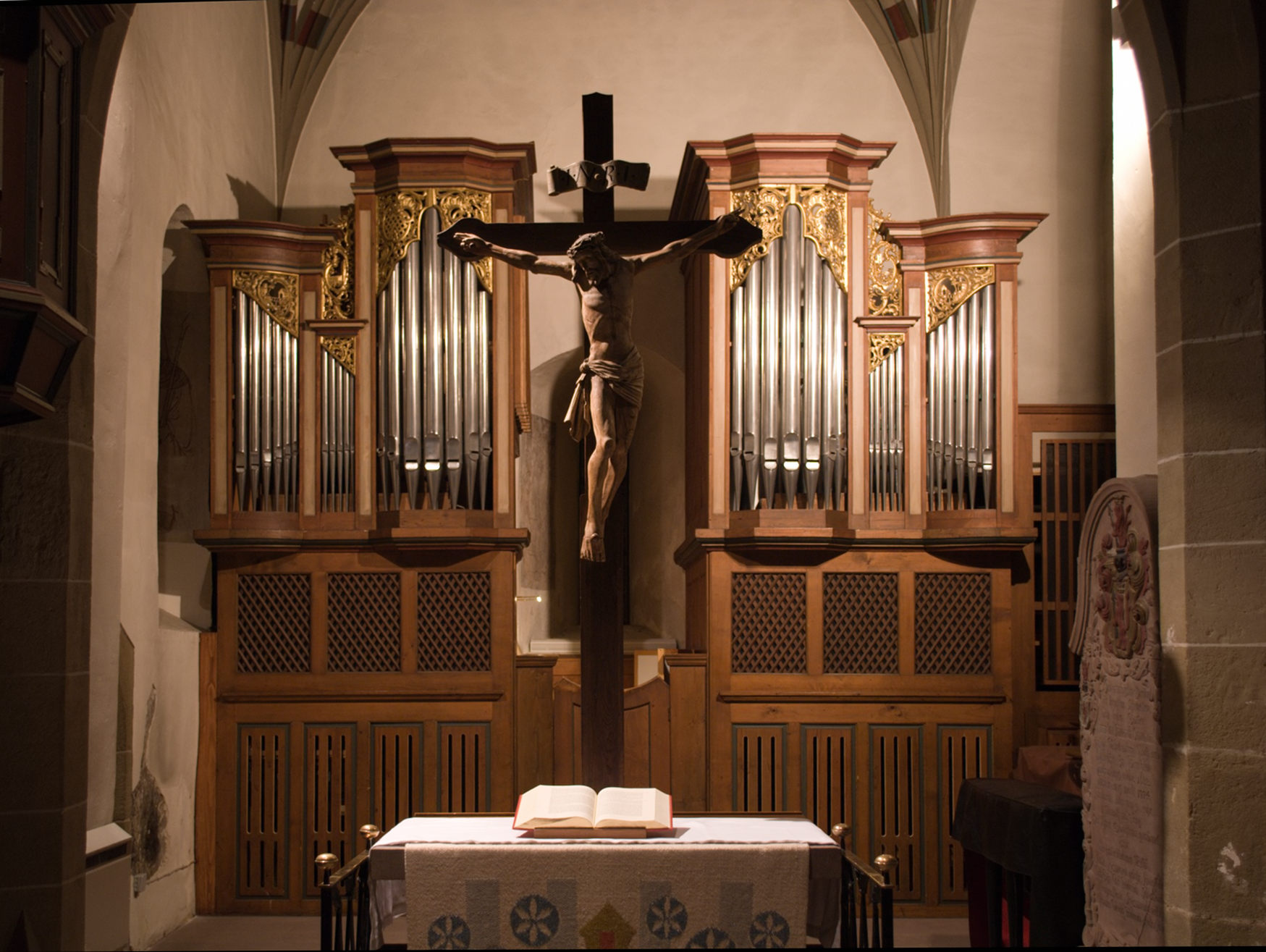
Gesamtansicht der Orgel

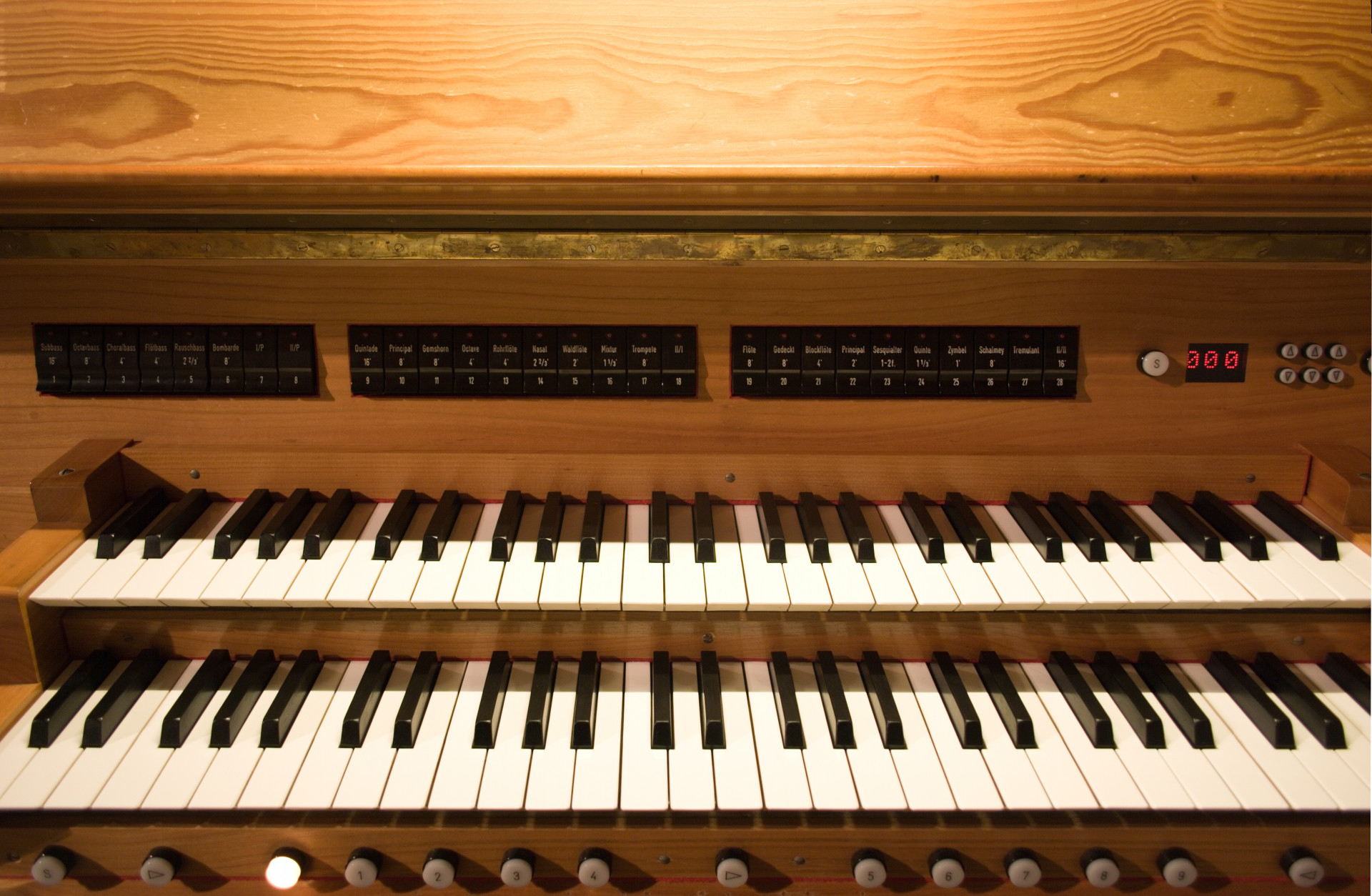
Spieltisch mit elektronischer Setzeranlage

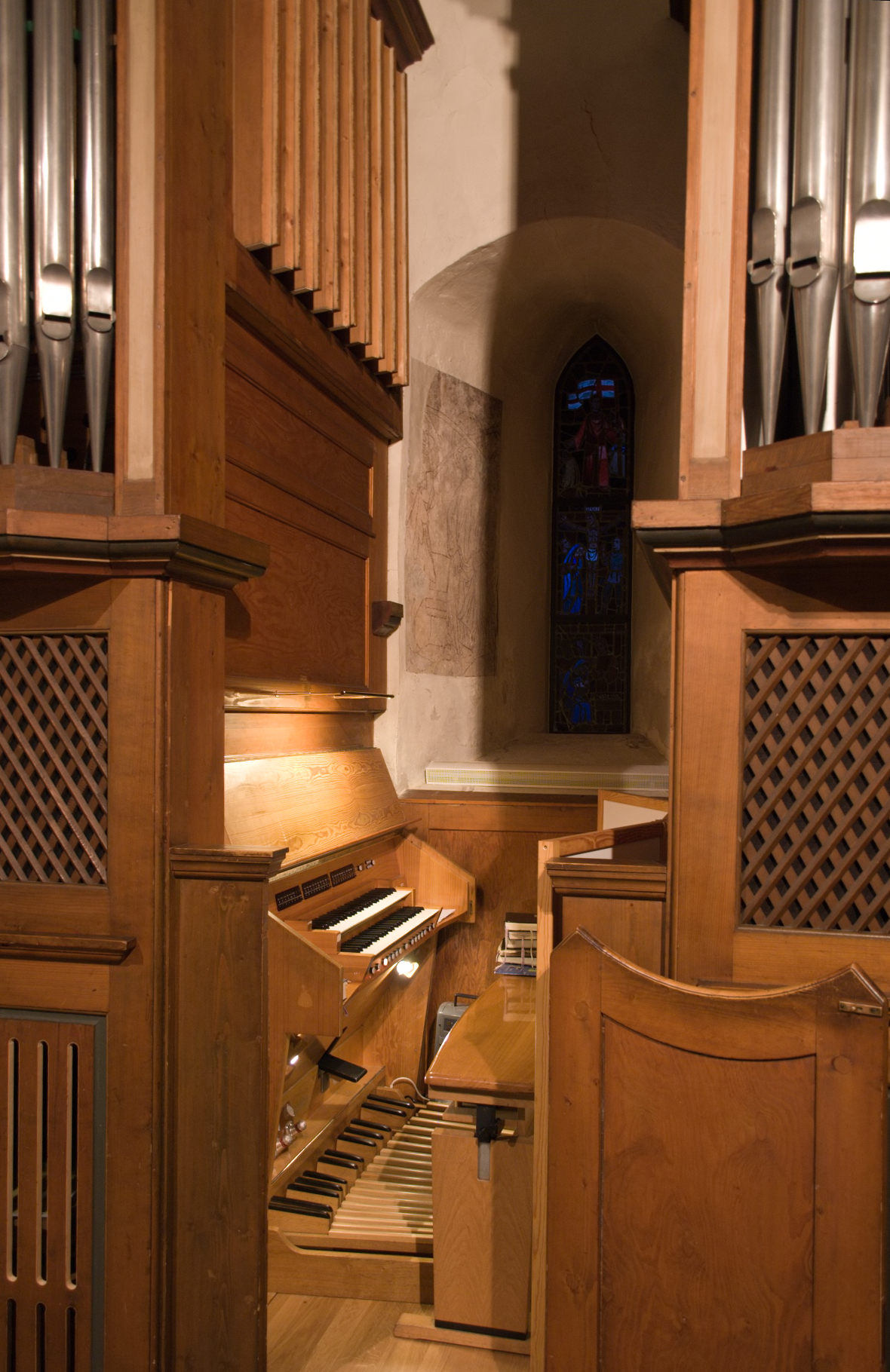
Der Spieltisch ist in der Orgel untergebracht

Das Instrument wurde 1761/62 vom Orgelbaumeister Johann Sigmund Haußdörfer aus Tübingen gebaut. Sie zeigt einen holzgeschnitzten, vergoldeten Prospekt. Die Empore im Chorraum, auf der die Orgel ursprünglich stand, wurde 1937 abgebrochen. Die Firma Link baute eine neue Orgel an heutiger Stelle ein, wobei das Gehäuse und ein kleiner Teil der Pfeifen aus der alten Orgel wiederverwendet wurden.
1954 wurde die Orgel durch die Firma Weigle erneuert (Einweihung: 28. November 1954) und dabei von 15 Registern (970 Pfeifen) auf 21 Register (1300 Pfeifen) erweitert. Hierbei wurde auch eine elektrische Registertraktur mit drei freien Kombinationen eingebaut. 2007 wurde die Orgel von der Firma Mühleisen renoviert (Einweihung: 3. Februar 2007). Die Renovierung wurde durch Spendengelder sowie durch Konzerte und „Pfeifenpatenschaften“ ermöglicht.
Der zwischen den beiden Hälften des Orgelgehäuses untergebrachte Spieltisch verfügt über zwei Manuale und Pedal.

#### Disposition seit 1954
| I Hauptwerk C–g3 |       |  |
| Quintade         | 16′   |  |
| Principal        | 8′    |  |
| Gemshorn         | 8′    |  |
| Oktave           | 4′    |  |
| Rohrflöte        | 4′    |  |
| Nasat            | 2 ⁄3′ |  |
| Waldflöte        | 2′    |  |
| Mixtur 4–5f.     | 1 ⁄3′ |  |

| II Schwellwerk C–g3 |        |  |
| Gedeckt             | 8′     |  |
| Blockflöte          | 4′     |  |
| Principal           | 2′     |  |
| Quinte              | 1 ⁄3′  |  |
| Terz                | 1 3⁄5′ |  |
| Zymbel 3f.          |        |  |
| Dulcian             | 8′     |  |
| Tremulant           |        |  |

| Pedal C–f1 |     |                              |
| Subbaß     | 16′ |                              |
| Oktavbaß   | 8′  |                              |
| Choralbaß  | 4′  | Transmission von Oktavbaß 8′ |
| Flötbaß    | 4′  |                              |
| Flöte      | 2′  | Transmission von Flötbaß 4′  |
| Trompete   | 8′  |                              |

- Koppeln:
  - Normalkoppeln: II/I, I/P, II/P.

Manuale: Mechanische Traktur und Schleifladen. Pedal: Elektropneumatische Traktur und Kegelladen. Mechanische Registertraktur.
Winddruck: I. Manual 62 mm WS, II. Manual 50 mm WS, Pedal 62 mm WS.
Stimmung a1 = 440 Hz.

#### Disposition seit 1972 bzw. 2007
| I Hauptwerk C–g3 |       |   |
| Quintade         | 16′   |   |
| Principal        | 8′    |   |
| Gemshorn         | 8′    |   |
| Octave           | 4′    |   |
| Rohrflöte        | 4′    |   |
| Nasat            | 2 ⁄3′ |   |
| Waldflöte        | 2′    |   |
| Mixtur 4–5f.     | 1 ⁄3′ |   |
| Trompete         | 8′    | X |

| II Schwellwerk C–g3 |       |   |
| Flöte               | 8′    |   |
| Gedeckt             | 8′    |   |
| Blockflöte          | 4′    |   |
| Principal           | 2′    |   |
| Sesquialter 1–2f.   | 2 ⁄3′ | X |
| Quinte              | 1 ⁄3′ |   |
| Zymbel 3–4f.        | 1′    | x |
| Schalmey            | 8′    |   |
| Tremulant           |       |   |

| Pedal C–f1       |       |   |
| Subbass          | 16′   |   |
| Octavbass        | 8′    |   |
| Choralbass       | 4′    |   |
| Flötbass         | 4′    |   |
| Rauschbass 2–3f. | 2 ⁄3′ | x |
| Bombarde         | 8′    |   |

- Koppeln:
  - Normalkoppeln: II/I, I/P, II/P
  - Suboktavkoppel: II/II 16′ (neu 2007)
- Spielhilfen: 3 freie Kombinationen, seit 2007: 2 feste Kombinationen (Pleno, Tutti), elektronische Setzeranlage mit 9000 Kombinationen

Mechanische Spieltraktur (im Pedal seit 2007), mechanische (seit 2007 elektrische) Registertraktur.
Anmerkungen: X = neu 2007, x = umgebaut 2007

### Geläut
1693/95 wurden die älteren Glocken durch französische Truppen geraubt. Eine davon war auf das Jahr 1614 datiert. Die seither neu beschafften Geläute wurden 1917 und – nach Neuguss von 1922 – 1942 zu Kriegszwecken eingeschmolzen. 1952 wurden neue Glocken für die Kirche gegossen.

## Patronatsrecht
Das Kirchenpatronat lag in vorreformatorischer Zeit beim Chorherrenstift Sindelfingen und wurde 1477 mit diesem durch Graf Eberhard im Bart der neu gegründeten Universität Tübingen übertragen. Sie übte das Pfarrbestellungsrecht noch bis in die 1920er Jahre aus.

## Gemeinde
Die Oswaldgemeinde besteht heute aus einem Pfarramt. Die Oswaldkirchengemeinde unterhält einen Kindergarten, eine Kantorei, ein Gemeindehaus an der Ludmannstraße und den Greuttersaal, in dem Gottesdienste abgehalten werden. Der zur Oswaldgemeinde gehörende Evangelische Oswaldkindergarten wurde im Juli 2007 abgerissen, seit Mitte August 2007 neu aufgebaut und wird seit Mitte April 2008 wieder regulär genutzt.